# Liste d'accidents aériens en 2020
Pour des articles plus généraux, voir Liste de listes d'accidents aériens et 2020 en aéronautique.
Liste d'accidents et incidents aériens non exhaustive en 2020.
Selon la firme de conseil néerlandaise To70, le nombre de personnes décédées lors de catastrophes aériennes en 2020 est de 299 victimes à travers le monde, contre 257 en 2019. Le nombre d'accidents a baissé de plus de 50% en un an. Il y a eu 40 accidents de vols commerciaux en 2020, dont cinq ont causé des décès.

## Janvier
- Le 2 janvier, un hélicoptère Black Hawk de la force aérienne taïwanaise s'écrase à Nouveau Taipei. Il y a 8 morts dont le général Shen Yi-ming (en), chef d'état-major, et 5 survivants[2].
- Le 2 janvier, un Antonov An-12A de la Force aérienne soudanaise s'écrase peu après son décollage de l’aéroport de Al-Genaïna. Les 18 personnes à bord ont péri[3].
- Le 8 janvier, le vol Ukraine International Airlines 752 est abattu par deux missiles sol-air iraniens juste après son décollage de l'aéroport Imam-Khomeini de Téhéran, en Iran, provoquant la mort des 176 passagers et membres d'équipage.Épave du vol UIA 752.

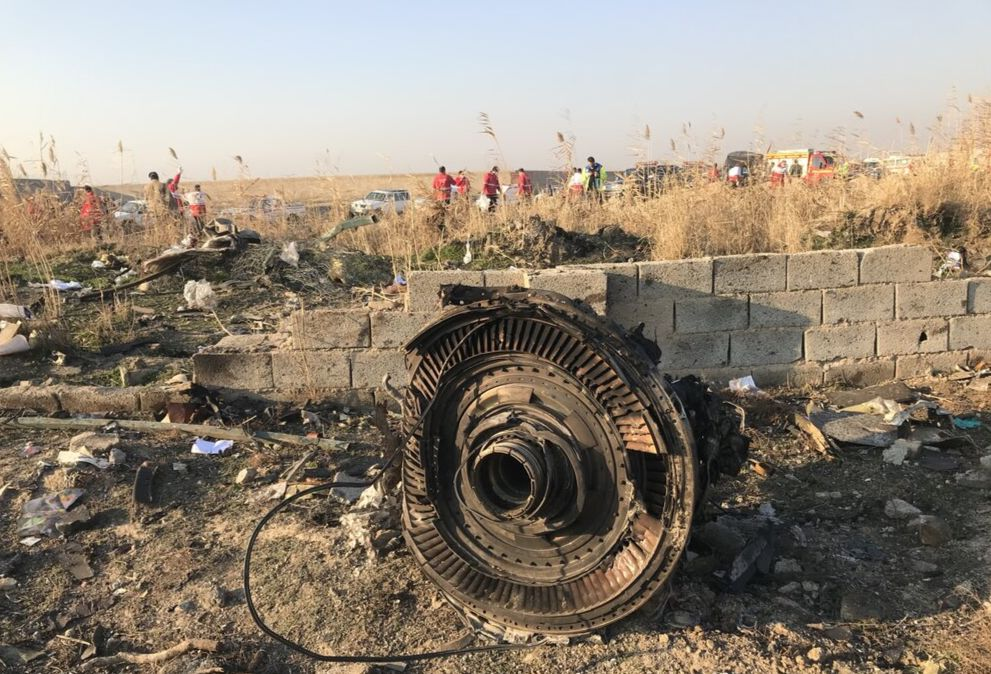
Épave du vol UIA 752.

- Le 23 janvier, un C-130 bombardier d'eau s'écrase au sud-ouest de Sydney pendant la vague de feux de brousse commencée en 2019. Les 3 membres d'équipage sont tués[4].
- Le 26 janvier, un hélicoptère Sikorsky S-76 transportant neuf personnes, dont l'ancien basketteur Kobe Bryant et sa fille de 13 ans, Gianna, s'écrase à Calabasas, en Californie (États-Unis). L'accident provoque la mort de tous les passagers.
- Le 27 janvier, un Bombardier Global Express E-11A de l'US Air Force s'écrase dans le district de Deh Yak (en) dans la province de Ghazni en Afghanistan.

## Février
- Le 5 février, une sortie de piste du Boeing 737-86J effectuant le vol Pegasus Airlines 2193 sur l'aéroport international Sabiha-Gökçen cause la mort de trois passagers[5].
- Le 6 février, aux États-Unis, un avion de transport régional opérant la liaison entre Bethel et Kipnuk en Alaska s'écrase avec 5 personnes à son bord (le pilote et ses 4 passagers) à 19 kilomètres au sud-ouest de Tuntutuliak. Il n'y a aucun survivant[6].
- Le 17 février, un Piper PA-28 s'abîme en mer au large de La Dominique, ses 4 passagers sont portés disparus[7].
- Le 22 février, l'Américain Mike Hughes meurt à proximité de Los Angeles dans le crash de sa propre fusée artisanale à vapeur, alors qu'il était lancé à plus de 1 500 mètres d'altitude en essayant de prouver que la Terre est plate[8].
- 23 février : un chasseur embarqué MiG-29 de la marine indienne s’est abîmé au large de Goa. Le pilote a pu s’éjecter.
- 27 février : un avion d'entrainement CASA C-101 Aviojet de la Patrulla Águila, la patrouille acrobatique de l’armée de l’air espagnole, s'écrase en mer au large de la Manga del Mar Menor, dans la province de Murcie, tuant son pilote[9].

## Mars
- 25 mars : un Su-27 de l'armée de l'air russe s'écrase en Mer Noire et un Aero L-39 Albatros russe s'écrase dans le Kraï de Krasnodar dans deux accidents séparés[10].

## Avril
- 15 avril : un hélicoptère Cougar de l'Armée de terre française s'écrase accidentellement aux environs de Bouilh-Devant (Hautes-Pyrénées), sur les 7 membres d'équipage 2 sont morts et 5 blessés[11].
- 7 avril : un Embraer EMB 314 Super Tucano des Forces armées maliennes s'écrase à Sévaré causant la mort de ses deux pilotes[12].
- 16 avril : un intercepteur MiG-31 D3 biplace de la force aérienne kazakhe s'écrase dans l’oblys de Karaganda, l'équipage s'est éjecté[13],[14].
- 29 avril : un Sikorsky CH-148 Cyclone des forces armées canadiennes s’abîme en mer Ionienne avec 6 personnes à bord[15].
- 29 avril : un hélicoptère Caracal de l'Armée de l'air française s'écrase à 5 km au sud-ouest de Biscarrosse (Landes) durant un entraînement, provoquant 1 mort et 1 blessé[16].

## Mai
- 4 mai : un Embraer EMB 120 d'African Express Airways, opérant un vol intérieur entre Mogadiscio et Baidoa, est abattu accidentellement au-dessus de Berdale (en) par des soldats éthiopiens stationnés dans la ville, ce qui provoque la mort des six occupants de l'appareil (deux pilotes kenyans et quatre passagers somaliens). Cet avion-cargo privé transportait des fournitures humanitaires et médicales destinées à épauler la Somalie dans son combat contre la pandémie de Covid-19[17],[18],[19],[20].
- 5 mai : un Learjet 35 s'écrase avec quatre personnes à bord (deux périssent : un médecin et une infirmière ; deux survivent : le pilote et le copilote) lors de son atterrissage à l'aéroport (en) d’Esquel vers 23 heures UTC−3. Celui-ci était parti de San Fernando à 20 heures UTC−3 pour chercher un patient mineur qui devait être transféré d'urgence à Buenos Aires[21].
- 6 mai : un avion-ambulance des Pompiers Volontaires du Guatemala s'écrase dans le Département du Quiché, provoquant 3 morts[22].
- 8 mai : un MiG-29 de la force aérienne indienne s'écrase dans le Pendjab, le pilote est sauf[23].
- 22 mai : un Airbus A320 des Pakistan International Airlines assurant le vol 8303 s'écrase dans un quartier de Karachi au Pakistan[24], 97 des 99 personnes à bord périssent.

## Juin
- 5 juin : un Cessna 206 avec 5 personnes à bord, dont l'ancien maire d'Aguascalientes Adrián Ventura Ávila, disparaît près du port de Puerto Vallarta (Jalisco, Mexique), la carcasse de l'appareil et les corps des passagers sont retrouvés sur des collines proches de la ville le lendemain[25].
- 15 juin : un F-15 de l'United States Air Force s'écrase en Mer du Nord, le pilote est porté disparu[26].
- 16 juin : un Piper PA-44 doit pratiquer un atterrissage forcé sur une plage de Puerto Escondido (Oaxaca, Mexique) à cause d'une panne à l'une de ses hélices, les 4 passagers s'en sortent sains et saufs[27].
- 23 juin : un Cessna 206 s'écrase dans une zone mal délimitée entre les communes de El Tule et de Parral (Chihuahua, Mexique), une famille de 6 personnes périt[28].

## Juillet
- 4 juillet  : un Stampe SV-4 (avion de voltige) décolle de l'aéroport d'Angers-Marcé (Maine-et-Loire) et s'écrase dans un champ avoisinant l'aéroport à 11h57 causant la mort du pilote et du passagers.
- 10 juillet : un Cessna décollé de l'aéroport de Reynosa (Tamaulipas, Mexique) à destination de Mexico s'écrase dans un champ en-dehors de Reynosa, 3 des 4 membres d'équipage sont blessés[29].
- 25 juillet, au Mexique :
  - un avion monoplace s'écrase dans les champs près du village de Nuevo San Ramón (Guanajuato), le pilote vénézuélien est blessé[30] ;
  - un Cessna d'AX Transporter s'écrase au décollage de l'aéroport de l'île d'Holbox (Quintana Roo) à cause d'un problème technique, il n'y a pas de blessé[31].
- 26 juillet :
  - un Cessna transportant 500kg de cocaïne destinée à l'Australie s'écrase au décollage du petit aéroport isolé de Mareeba en Papouasie-Nouvelle-Guinée, peut-être à cause du surpoids de la drogue qu'il transportait, 5 personnes proches de la mafia italienne 'Ndrangheta (Italiens et Australiens) seront arrêtées en Australie en lien avec la cocaïne dont le pilote[32] ;
  - un Piper PA-32 s'écrase sur une maison de West Jordan (Utah, États-Unis), 3 des 6 occupants de l'appareil meurent et l'occupante de la maison est gravement blessée.
  - un Piper PA-28 (avion de tourisme) a fait une sortie de piste lors de l'atterrissage à l'aérodrome des Moëres (entre Dunkerque et la frontière belge), les quatre occupants sont légèrement blessés[33].
- 29 juillet : un Rans S12 [34] s'écrase à côté d'un ranch dans l’État de Nuevo León au Mexique, sur les 2 personnes à bord une est tuée et l'autre blessée[35].

## Août
- 4 août:  un Antonov An-72 TK-100 de l'ONU rate son atterrissage à Gao au Mali et finit dans un terrain inondé en-dehors de l'aéroport, 11 personnes à bord sont blessées dont une grièvement[36].
- 5 août : un Pawnee 235 de Fumigaciones Áreas s'écrase à côté du village San Isidro Villalpando près de Manuel Doblado (Guanajuato, Mexique) alors qu'il épandait des pesticides, il n'y a pas de blessé[37].
- 7 août : un Boeing 737 assurant le vol Air India Express 1344, entre Dubaï (Émirats arabes unis) et Kozhikode (Inde), avec 191 personnes à bord subit un accident à l'atterrissage sur l'aéroport international de Calicut, où il dérape sur la piste atterrissage et se brise en deux, le bilan est d'au moins 19 morts et des dizaines de blessés — dont 15 gravement —[38],[39].

## Septembre
- 9 septembre : un hélicoptère monoplace Kaman K-Max qui transportait du matériel s'écrase à l’atterrissage sur une camionnette, entre Täsch et Zermatt dans le Canton du Valais en Suisse, aucun blessé[40].
- 12 septembre, en France :
  - un avion de tourisme de l'Aéroclub du Dauphiné heurte une montagne au niveau du col du Pas de la Coche dans la Chaîne de Belledonne (Isère) les 3 occupants de l'appareil périssent dont deux lycéens de l'École des pupilles de l'air 749 Grenoble-Montbonnot[41] ;
  - un avion de tourisme Robin DR-400 de l'Aéroclub du bassin d'Arcachon s'écrase dans la pinède de Gujan-Mestras (Gironde), provoquant un incendie de forêt, ses 4 occupants décèdent[42].
- 16 septembre : un taxi aérien s'écrase près du village d'El Comedero, proche de sa destination de Tamazula de Victoria (Durango, Mexique), le pilote et le passager meurent[43].
- 22 septembre : peu avant minuit un BAE125-800 A qui transportait de la cocaïne et des armes s'écrase près du village indigène de Chisec au Guatemala, 4 personnes à bord de l'appareil meurent dont le narcotrafiquant recherché par plusieurs pays Jeankarlo Meneses[44],[45] ; selon l'enquête l'avion appartenait à British Aerospace mais avait été volé dans la matinée à l'Aéroport international général Mariano Matamoros de Cuernavaca (Morelos, Mexique), était allé chercher sa cargaison illégale quelque part au Venezuela, et était en train de revenir vers Cuernavaca quand il s'est écrasé au Guatemala[44],[45].
- 22 septembre : un MiG-21 de l'Armée de l'air serbe s'écrase près du village de Brasina tuant ses deux pilotes et blessant une personne au sol[46].
- 25 septembre 2020 : Accident aérien de Tchouhouïv, un An-26 en Ukraine.
- 29 septembre 2020 : collision entre un chasseur F-35B du 3rd Marine Aircraft Wing et un KC-130J du Marine Aerial Refueler Transport Squadron 352 du United States Marine Corps Aviation lors d'un ravitaillement de carburant au nord-est de San Diego en Californie. Le pilote du F-35 s'est éjecté, et le KC-130 a fait un atterrissage en catastrophe, l'ensemble du personnel sain et sauf[47].

## Octobre
- Le 6 octobre 2020 : un Northrop F-5 Freedom Fighter de l'armée de l'air tunisienne s'écrase dans la zone subsaharienne de Remada, le pilote est tué[48].
- 10 octobre : un planeur ultra-léger motorisé et un avion de tourisme Diamond DA40 se percutent au-dessus de Loches (Indre-et-Loire, France) dans des circonstances inconnues, les 5 occupants des deux aéronefs meurent[49].
- 14 octobre : collision entre deux hélicoptères Mil Mi-17 de l'armée afghane faisant un minimum de neuf tués dans la province d'Helmand[50].

## Novembre
- 6 novembre : un hélicoptère AgustaWestland A109 qui amenait un cœur à greffer rate son atterrissage sur le toit du Keck Hospital à Los Angeles (Californie, États-Unis) et finit sur le flanc, blessant légèrement ses occupants ; malgré l'accident d'hélicoptère, puis une seconde chute lorsqu'un employé tenant son conteneur trébuche, le greffon résiste et sera transplanté avec succès[51].
- 12 novembre : un hélicoptère UH-60 Black Hawk du contingent américain de la Force multinationale et observateurs au Sinaï s'écrase dans la région de Charm el-Cheikh causant la mort de 7 personnes, 5 Américains, 1 Français et 1 Tchèque[52],[53].
- Le 13 novembre, l'Antonov An-124 RA-82042, opéré par Volga-Dnepr Airlines, a eu un de ses moteurs qui a explosé au décollage de l'aéroport de Novossibirsk-Tolmatchevo. Le train d'atterrissage s'est affaissé et l'avion s'est arrêté après une sortie de piste lors d'un atterrissage d'urgence. Pas de blessés, mais de gros dégâts structurels[54].
- Le 17 novembre, un F-16 de la force aérienne taïwanaise disparait en mer à 18h07, deux minutes après son décollage de la base de Hualien, son pilote est porté disparu[55].
- Le 26 novembre, un chasseur embarqué MiG-29 KUB de la marine indienne s’est abîmé en mer d'Oman, un pilote est décédé, le second porté disparu[56].

## Décembre
- Le 4 décembre, un avion de tourisme Bellanca Viking (en) subit une panne de moteur et doit se poser en urgence sur une autoroute de Minneapolis (Minnesota, États-Unis), percutant un SUV dans la manœuvre ; ni les deux occupants de l'avion ni celle de la voiture ne sont blessés, mais l'autoroute a été fermée pendant plusieurs heures[57].
- Le 8 décembre, un hélicoptère de secours Eurocopter EC135 exploité par le Service aérien français s'écrase sur le territoire de la commune de Bonvillard, en Savoie (France). Sur les six occupants de l'appareil, cinq sont tués dont le commandant de la CRS Alpes, le pilote est en urgence absolue[58].
- Le 8 décembre, l'hélice d'un hélicoptère heurte la tête de l'entrepreneur Jorge Casillas Castellanos - connu au Mexique pour être le propriétaire des téquilas Galindo - car celui-ci n'a pas respecté les consignes de sécurité pour se rapproche de l'engin alors qu'il était en train d'atterrir au ranch El Gallito (municipalité de Singuilucan Hidalgo, Hidalgo, Mexique) ; Casillas Castellanos mourra peu après à l'Hôpital Général de Tulancingo de son traumatisme crânien sévère[59].
- Le 8 décembre, un chasseur F-16 du 115th Fighter Wing de la Air National Guard du Wisconsin s'écrase dans le Comté de Delta (Michigan). Le pilote victime d'une désorientation spatiale est tué sur le coup[60].